# Fort de Tournoux
Le fort de Tournoux est un ouvrage défensif de la haute vallée de l'Ubaye (Alpes-de-Haute-Provence). Il est composé de trois forts superposés (fort moyen, fort supérieur et batterie XII) reliés entre eux par des escaliers, auxquels s'ajoute une caserne au pied de la falaise. 
Sa construction, décidée par le général François Nicolas Benoît Haxo sous la monarchie de Juillet, afin de protéger cette vallée des invasions venant d'Italie, s'étend entre 1843 et 1865,. Il est situé sur les limites communales de la Condamine-Châtelard et de Saint-Paul-sur-Ubaye. Le hameau de Tournoux, situé sur un plateau dominant l'Ubaye et une voie d'accès à l'Italie par plusieurs cols, donna son nom à cette fortification. Celle-ci se trouve à environ deux mille mètres au sud du hameau, à vol d'oiseau. Elle constitue dès le milieu du XIXe siècle le noyau du dispositif stratégique de la vallée de l'Ubaye.
Cet important ouvrage militaire nourrit beaucoup l'imagination. Il est qualifié ou comparé de nombreuses manières soulignant sa magnificence : 
- le « Versailles militaire du  XIXe siècle »[4],[5] ;
- « la tour Eiffel de l'Ubaye » ;
- une muraille de Chine miniature ou la « Grande-muraille Ubayenne »[5] ;
  - une lamasqaaerie tibétaine[5].

## Situation
Le fort surplombe le carrefour stratégique des Gleizolles, où se rejoignent les deux vallées de l'Ubaye et de l'Ubayette. Ces deux vallées forment deux importantes voies historiques de franchissement du massif, reliant France et Italie, en particulier le col de Larche. 
La vallée de l'Ubaye permet de rejoindre l'Italie par plusieurs cols, soit dans la zone de la Haute-Ubaye, du nord au sud : 
- le col de Longet à 2 660 mètres ;
- le col de l'Autaret à 2 880 mètres;
- le col de Mary à 2 641 mètres.

Ces cols ne sont pas équipés de routes carrossables mais forment des passages pour les piétons et les bêtes de somme, et constituent à ce titre des voies de franchissement militaires. D'autres cols moins faciles d'accès existent aussi en Haute-Ubaye.
La vallée de l'Ubaye offre également un accès à la vallée de la Durance, l'Embrunais et le Queyras par le col de Vars à 2 108 mètres, mais aussi deux accès à Nice et à la Méditerranée, le plus facile via son affluent le Bachelard, à partir de Barcelonnette, par le col routier de la Cayolle, et le second, plus difficile, depuis Jausiers, via les cols routiers de Restefond et de la Bonnette à 2 715 mètres.
Elle permet enfin de rejoindre la région de Gap et donc les accès de piémont à Grenoble, Lyon, Valence, Marseille.
La vallée de l'Ubayette offre quant à elle l'accès le plus facile à l'Italie, via le col routier de Larche, situé sous les 2 000 mètres d'altitude (1 991 m). Elle permet aussi de rejoindre des cols secondaires, non routiers, comme le col des Monges à 2 542 mètres.
Ce carrefour fut emprunté par François Ier (1494–1547) dans les premiers mois de son règne en 1515. Il y fit construire en moins d'un mois un chemin de charroi par le col de Larche, pour y faire passer l'armée et l'importante artillerie avec lesquelles il allait remporter sa victoire de Marignan. Cette nouvelle route lui permit de prendre ses adversaires par surprise, qui l'attendaient aux cols du Mont-Cenis et de Montgenèvre.

## Histoire
En 1713, la vallée de l'Ubaye fait l'objet d'un échange entre la Savoie et la France. Il existe alors de nombreuses fortifications dont la redoute de Berwick, à Saint-Paul-sur-Ubaye. Lors de la guerre de Succession d'Autriche puis des guerres de la Révolution, des camps militaires provisoires furent installés à diverses reprises dans la région. Au XIXe siècle, fut prise la décision de la construction d'une forteresse de grande envergure pour verrouiller cet accès au col de Larche. Le général Haxo choisit le site de Tournoux et la construction de la forteresse débuta en 1843, un an après la mort du général. Plusieurs années plus tard, Séré de Rivières s'occupa à son tour du fort. En 1940, il fut incorporé au système défensif de la ligne Maginot (secteur fortifié du Dauphiné). 
Le fort de Tournoux occupe toute une ligne de crête sur 700 mètres de dénivelé, entre le fond de la vallée (où il y avait de grands casernements et les gares de deux monte-charges) à 1 290 mètres et le plus haut fort, à la  « Serre-de-l'Aut » à 2 008 mètres. Il est composé de très nombreuses parties reliés entre elles par d'interminables rampes et escaliers, autant intérieurs, troglodytiques, qu'extérieurs. Il comprend en partie basse une très grande caserne au pied de la falaise, la caserne Pellegrin, qui fut détruite en 2008 à cause des risques d'effondrement. Plus près du village de La Condamine, on trouve un hôpital et la caserne Caron (transformée en 1964 par la Marine Nationale en centre d'oxygénation et de vacances, le CRSM, désaffectée en avril 2014, dans le cadre d'un programme de réduction de personnel fonctionnaire et militaire). 

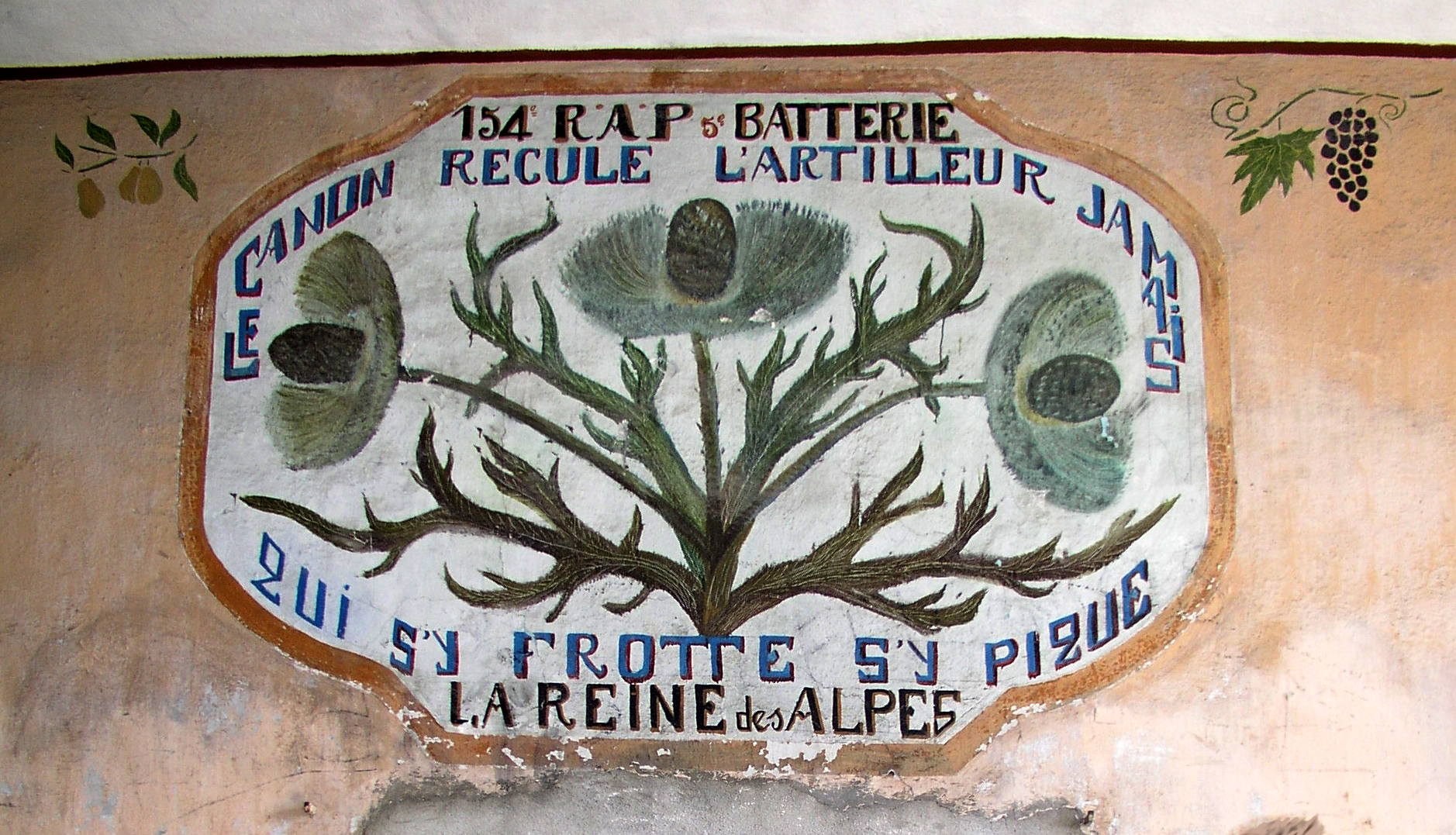
Fresque du fort de Tournoux attestant la présence du du d'artillerie de position (RAP) en 1939-40.

Une partie importante du dispositif est creusée dans la montagne, tel l'escalier allant de la base jusqu'au fort haut (qu'on peut deviner grâce aux trous d'aération dans la falaise). Le programme de construction ne fut jamais achevé, mais le fort fut renforcé en 1880 par la batterie des Caures et le fortin de Serre-de l'Aut en 1890, qui augmentèrent sa puissance de feu. À partir de 1890, le fort fut occupé toute l'année, et non plus seulement durant la belle saison. Durant la Première Guerre mondiale, il servit de prison pour des officiers allemands. Dans les années 1880, la puissance de feu de l'artillerie ayant progressé, le fort de Tournoux fut doublé par les batteries de Roche-la-Croix et de Viraysse, sur la commune de Meyronnes et de Larches, qui furent intégrées dans les années 1930 à la ligne Maginot des Alpes. Les ouvrages de l'amont tirèrent leurs premiers coups de feu de combat en juin 1940 face à l'offensive de l'Italie de Mussolini, et résistèrent victorieusement. Mais il fut occupé en 1943 par les Allemands, puis libéré en 1945. Il resta occupé par l'armée française jusqu'en 1948, puis devint un simple dépôt de munitions jusqu'en 1987. Depuis cette date, il est démilitarisé ; l'association ubayenne « Fortifications de l'Ubaye » l'entretenait et le faisait visiter. Fin 2009, avec la dissolution de la dernière unité militaire en Ubaye (CIECM et CNAM), l'État en a fait don à la communauté de communes Vallée de l'Ubaye Serre-Ponçon. Le fort est partiellement ouvert aux visites touristiques sur inscription obligatoire auprès des offices de tourisme de la vallée.
La communauté de communes Vallée de l'Ubaye Serre-Ponçon et la Fondation du patrimoine ont fait une campagne de dons pour donner au fort une nouvelle vie (un téléphérique, des évènements culturels et artistiques ou encore des hébergements et de la restauration). Le projet fut sélectionné par la Mission Bern.

## Liste des ouvrages complémentaires à portée optique
Entre les différentes installations de la ceinture fortifiée des Alpes, les signaux optiques en morse et électriques par télégraphe étaient les moyens de communication opérationnels avant le téléphone puis la radio. 
- Batterie de Viraysse ;
- Fort de vallon Clos[8] (orthographié aussi Claous) ;
- batterie du plateau de Mallemort ;
- ouvrage de Roche-la-Croix ;
- ouvrage de Saint-Ours Bas ;
- ouvrage de Saint-Ours Haut ;
- batterie de Cuguret ;
- Fort de Dormillouse.

## Galerie

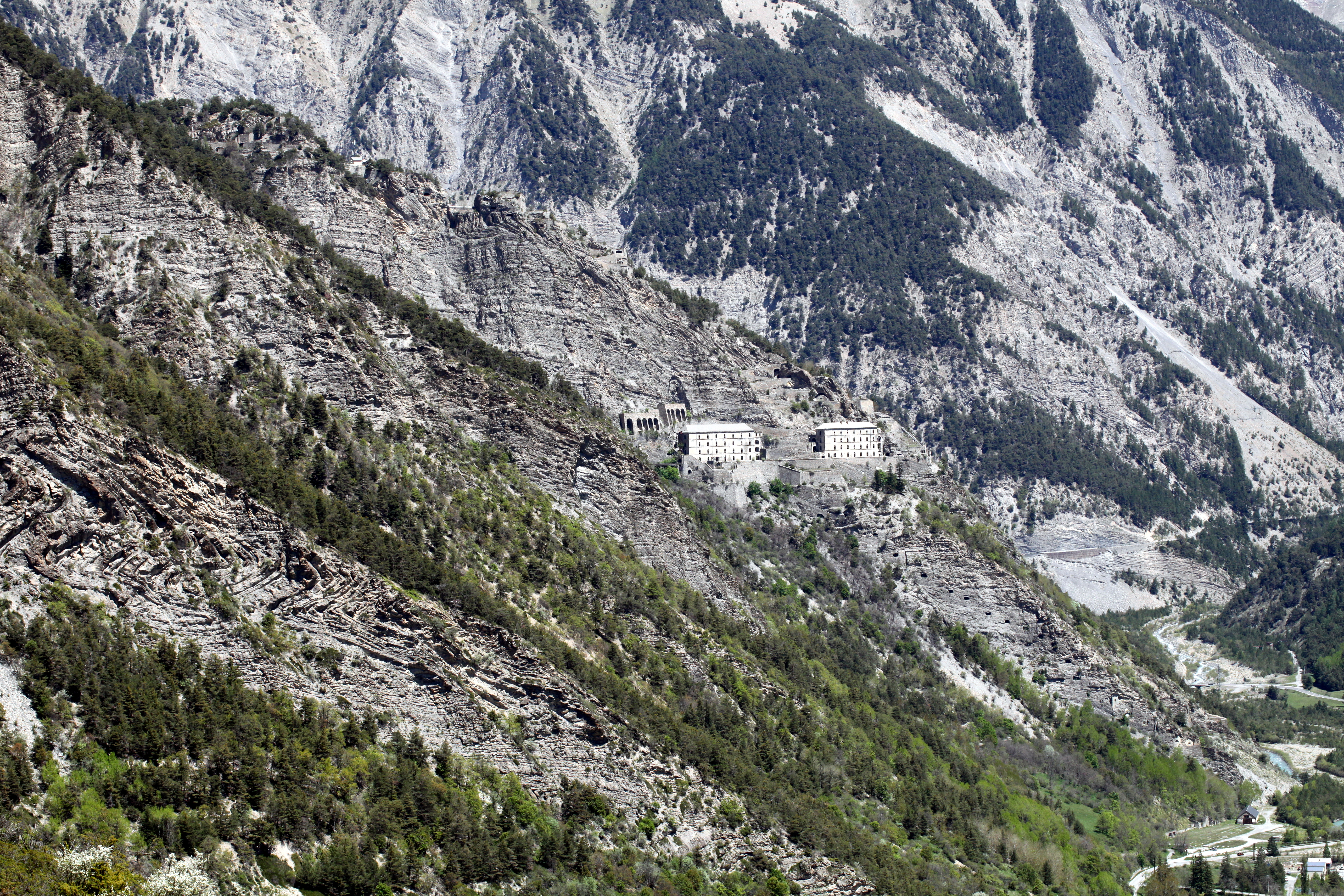
Vue générale de la montagne du fort, vu de l'ouest en 2019.
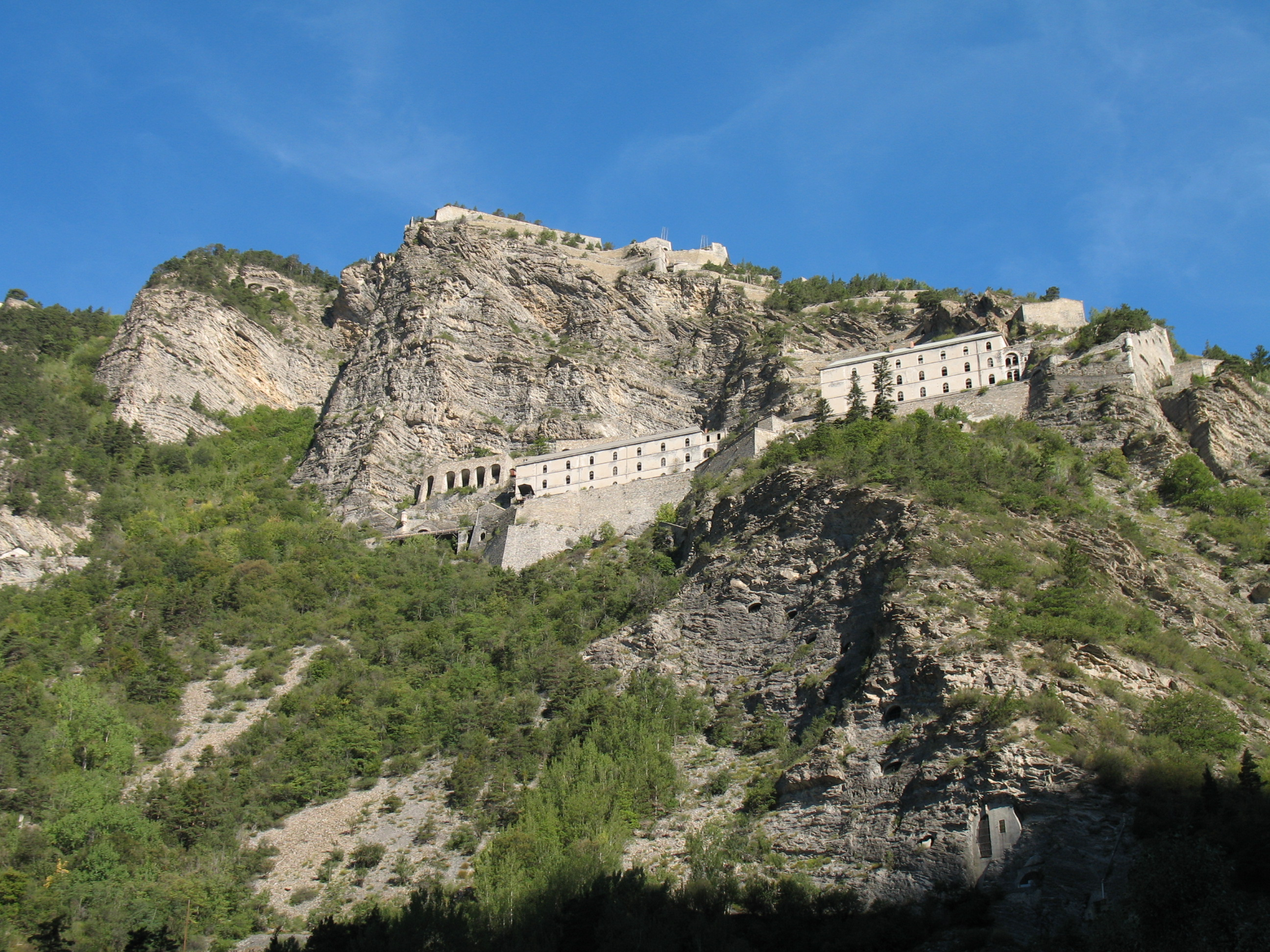
Partie médiane et supérieure du fort de Tournoux en 2006.
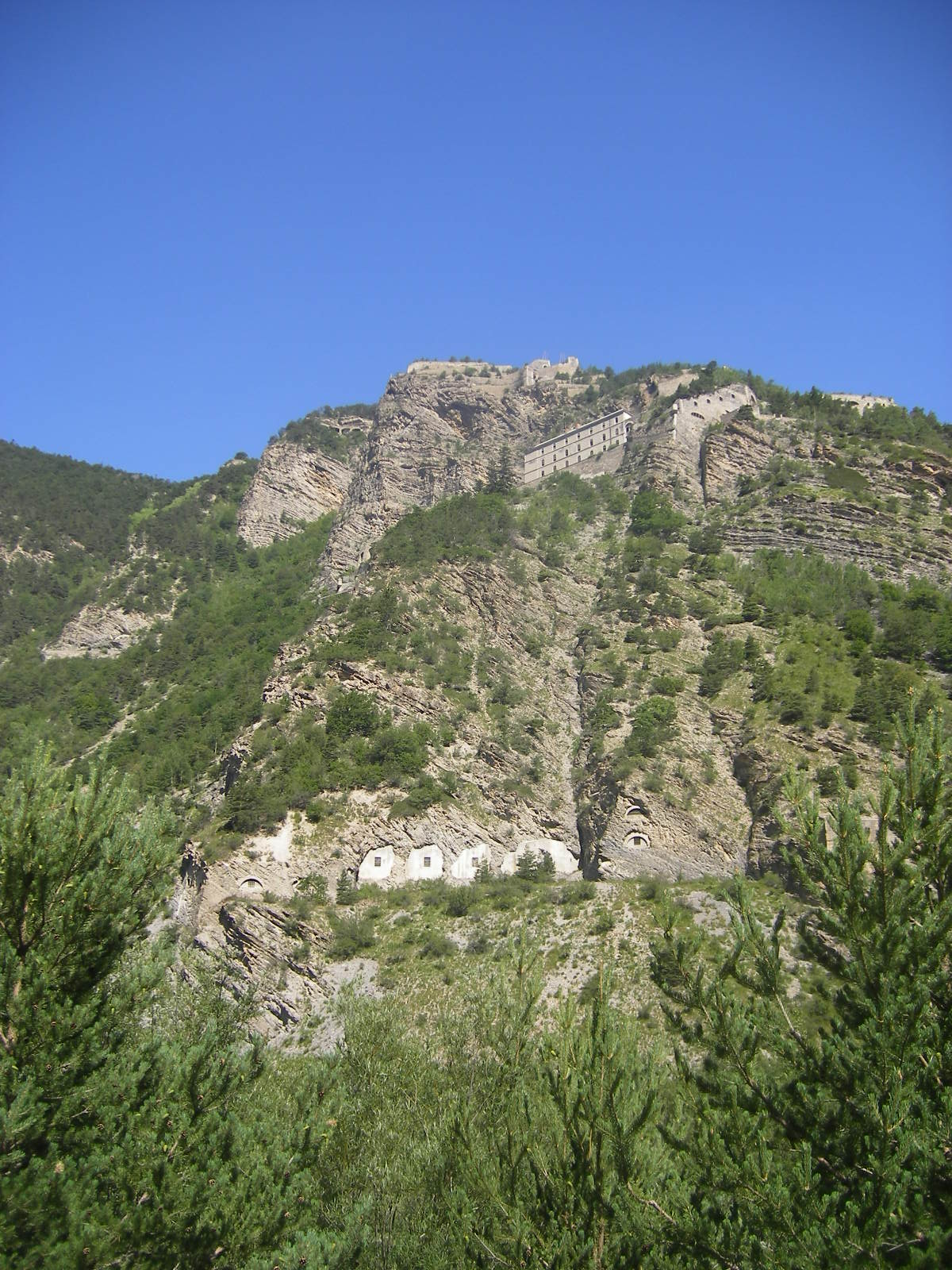
Le fort de Tournoux sur sa hauteur.
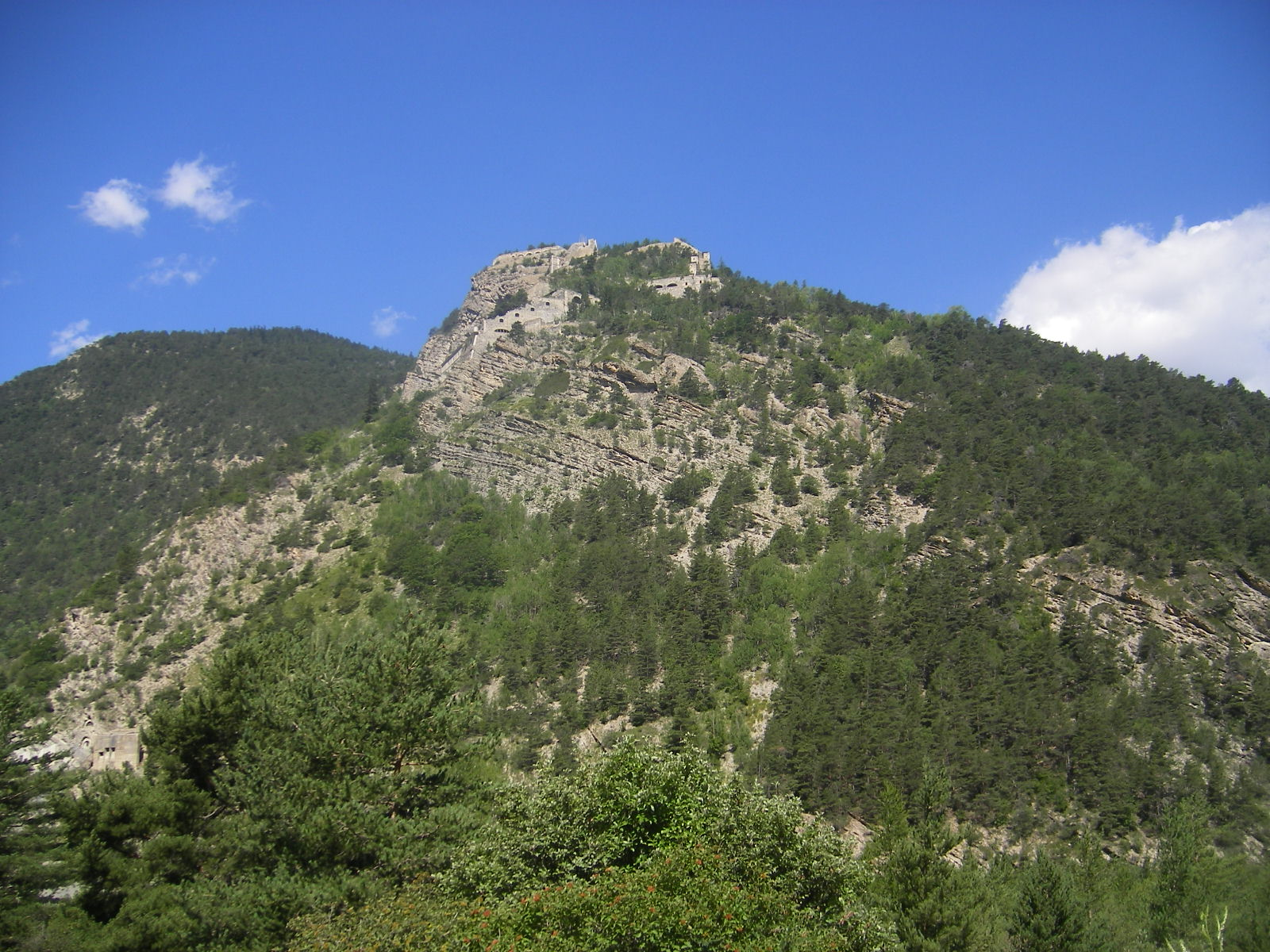
Le fort de Tournoux en 2007.
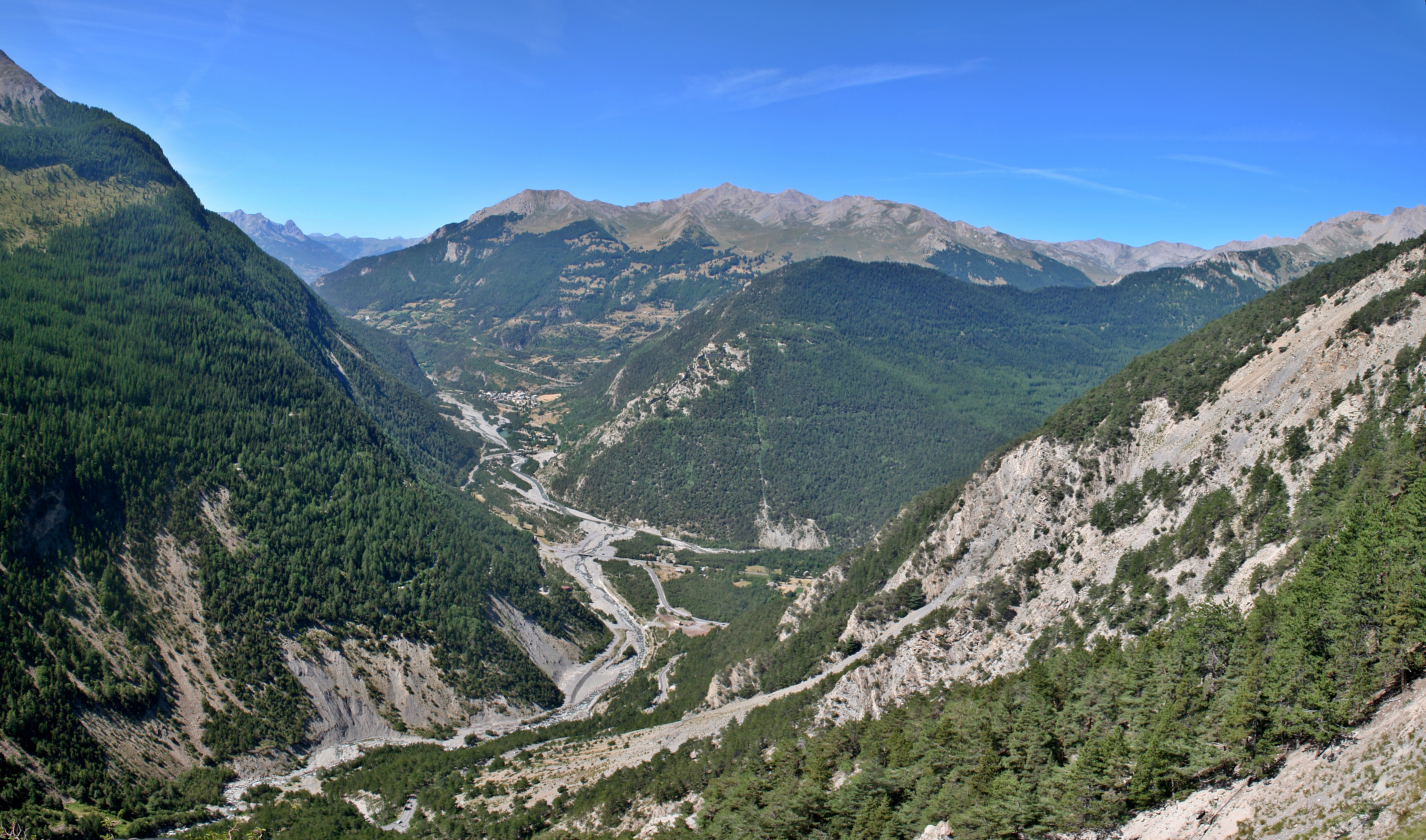
Vue sur la confluence entre l'Ubaye et l'Ubayette depuis les pentes de la rochaille. La Condamine-Châtelard et le fort de Tournoux sont dans la vallée.